# بيارن هوير
بيارن هوير (بالدنماركية: Bjarne Hoyer)‏ هو ملحن دنماركي، ولد في 24 أبريل 1912 في هليرب ‏ في الدنمارك، وتوفي في 30 مارس 1991.

## وصلات خارجية
- بيارن هوير على موقع IMDb (الإنجليزية)
- بيارن هوير على موقع ميوزك برينز (الإنجليزية)
- بيارن هوير على موقع ديسكوغز (الإنجليزية)
- بيارن هوير على موقع قاعدة بيانات الفيلم (الإنجليزية)